# Cargojet Airways
Cargojet Airways ist eine 2002 gegründete kanadische Frachtfluggesellschaft. Sie konzentriert sich überwiegend auf Nachtflüge, bei denen sie nachts zwischen verschiedenen Städten Fracht fliegt. In diesem Geschäftssegment ist sie die größte Fluggesellschaft Kanadas.

## Geschichte
Die Geschichte der Cargojet Airways beginnt im Jahr 2001, als der heutige CEO der Cargojet Airways und Geschäftsmann Ajay Virmani 50 Prozent der Anteile der Canada 3000 Cargo, dem Frachtgeschäft der angeschlagenen Canada 3000 Airlines erwirbt. Der Kauf wurde im Juli 2001 vollzogen. Im Januar 2002 übernahm Ajay Virmani die restlichen 50 Prozent der Canada 3000 Cargo, womit er Alleineigentümer der Fluggesellschaft war. Die ehemalige Muttergesellschaft der Canada 3000 Cargo, Canada 3000 selber stellte ihren Flugbetrieb im November 2001 wegen Zahlungsunfähigkeit ein. Er plante eine Expansion und benannte die Gesellschaft 2002 in Cargojet Airways um. Dieser Schritt wird heute als die Grundsteinlegung des Unternehmens gesehen.
In den folgenden Jahren wuchsen die Verkehrszahlen der Cargojet Airways und neue Flugzeuge wurden eingestellt. Das Augenmerk bei der Expansion lag auf dem Nachtfrachtverkehr.
Am 17. Juli 2007 übernahm Cargojet Airways die Frachtabteilung der kanadischen Georgian Express Limited. Georgian Express war seit 1994 im Frachtgeschäft aktiv und bediente zur Zeit der Übernahme mit einer Flotte aus 3 Frachtern vom Typ Beech 1900 und 4 Cessna Caravan, ebenfalls Frachtflugzeuge, ein umfangreiches Regionalstreckennetz mit ungefähr 10.500 Flügen im Jahr. Dabei erwirtschaftete sie einen Umsatz von zirka zehn Millionen Kanadischen Dollar. Der Übernahmepreis belief sich auf 1,4 Millionen Kanadische Dollar zuzüglicher Zahlungen für die Flotte. Nach der Übernahme benannte Cargojet Airways, die sich durch die Übernahme eines Regionalnetzes auch zahlreiche Synergien für ihr eigenes Stammnetzwerk erhoffte, das übernommene Frachtsegment der Georgian Express in Cargojet Regional um.
Die Expansion der Fluggesellschaft setzte fort und so übernahm Cargojet Airways zum ersten Mai des Jahres 2008 einen 51-prozentigen Anteil, und somit die Mehrheitsbeteiligung der in Ostkanada aktiven Prince Edward Air sowie eine Option zum Kauf der restlichen 49 Prozent an Prince Edward Air in den nächsten drei bis fünf Jahren. Vorangegangen war Anfang des Jahres eine Presseerklärung, in der Cargojet Airways zum Erweitern ihres Regionaltochterangebots Cargojet Regional, welches zu 55 Prozent von Skylink Express und zu 55 Prozent von Cargojet Airways gehalten wird, plante, 49 Prozent an ebendieser Airline zu übernehmen. Im Mai konnte der Schritt dann nach Verhandlungen durchgeführt werden. Prince Edward Air, 1989 gegründet, betreibt in Ostkanada ein regionales Frachtflugnetz mit Liniendiensten, führt aber auch Vollcharterfrachtflüge und Ambulanzflüge durch. Weitere Geschäftszweige der Prince Edward Air sind Flugzeugwartung und Handel. Mit Prince Edward Air zusammen sind durch den Ankauf bei Cargojet Airways 2008 insgesamt rund 130 Mitarbeiter beschäftigt und 21 Flugzeuge im Einsatz.
Außerdem lief 2008 bei Cargojet Airways, die bis dato ausschließlich Frachtflugzeuge vom Typ Boeing 727 betrieb, ein Flottenmodernisierungs- und Ausbauprogramm an. Am 8. Januar 2008 verkündete Cargojet Airways, dass sie konkret plane, zwei Frachter vom Flugzeugtyp Boeing 767-200ER zu übernehmen. Das erste Flugzeug des Typs Boeing 767-200ER traf in der Basis am Hamilton International Airport am 7. August 2008 ein. Ein Schwesterflugzeug folgte im Folgemonat September. Beide Flugzeuge waren die längste Zeit ihres Lebens bei American Airlines in Passagierbestuhlung geflogen, ehe sie zu Frachtern umgebaut wurden. Ursprünglich wurden die beiden Flugzeuge 1984 und 1985 gebaut. Nahezu gleichzeitig wurde eine Boeing 757-200 in Frachterkonfiguration übernommen, welche ein wenig früher als die erste Boeing 767-200ER schon am 4. August 2008 am Hamilton International Airport eintraf. Die Boeing 757-200 war 1990 ausgeliefert worden und hatte bis zu ihrem Umbau zum Frachter für Cargojet Airways für zahlreiche europäische Fluggesellschaften Passagiere transportiert.
Das Tochterunternehmen Cargojet Regional, welches den Anteil an Prince Edward Air sowie die ehemalige Georgian Express umfasst und bislang zu 55 Prozent von Cargojet und 45 Prozent von SkyLink Express gehalten wurde, wurde 2010 komplett an SkyLink Express verkauft. Der Verkauf des 55-ProzentigenAnteils wurde am 15. Juli 2010 abgeschlossen. Cargojet Airways konzentriert sich seitdem nur mehr auf das Geschäft mit großen Flugzeugen.

## Ziele
Cargojet Airways führt ausschließlich Frachtdienste durch und ist vornehmlich im Inland aktiv. Kerngeschäft sind Frachtflüge in den Nächten. Von Montag bis Donnerstag bedient Cargojet in den Nächten im Liniendienst verschiedene Routen zwischen Calgary, Edmonton, Halifax, Hamilton, Moncton, Montréal-Mirabel, Ottawa, Regina, Saskatoon, St. John’s, Toronto, Vancouver und Winnipeg. Im Wochenende wird ein vereinfachtes Netzwerk mit weniger Zielen und Strecken bedient. Zudem werden von ihr auch mit dem LKW einige kürzere Strecken unterhalten.
International umfasst das Streckennetz drei Routen:
- Hamilton – Newark Liberty International Airport (New York) – L.F. Wade International Airport (Bermuda) und zurück[15]
- Hamilton – Katowice und zurück über Flughafen Keflavík (Reykjavík)[16]
- Greater Moncton International Airport, New Brunswick – Flughafen Köln/Bonn via Flughafen Brüssel-Zaventem und zurück nach Hamilton

## Flotte

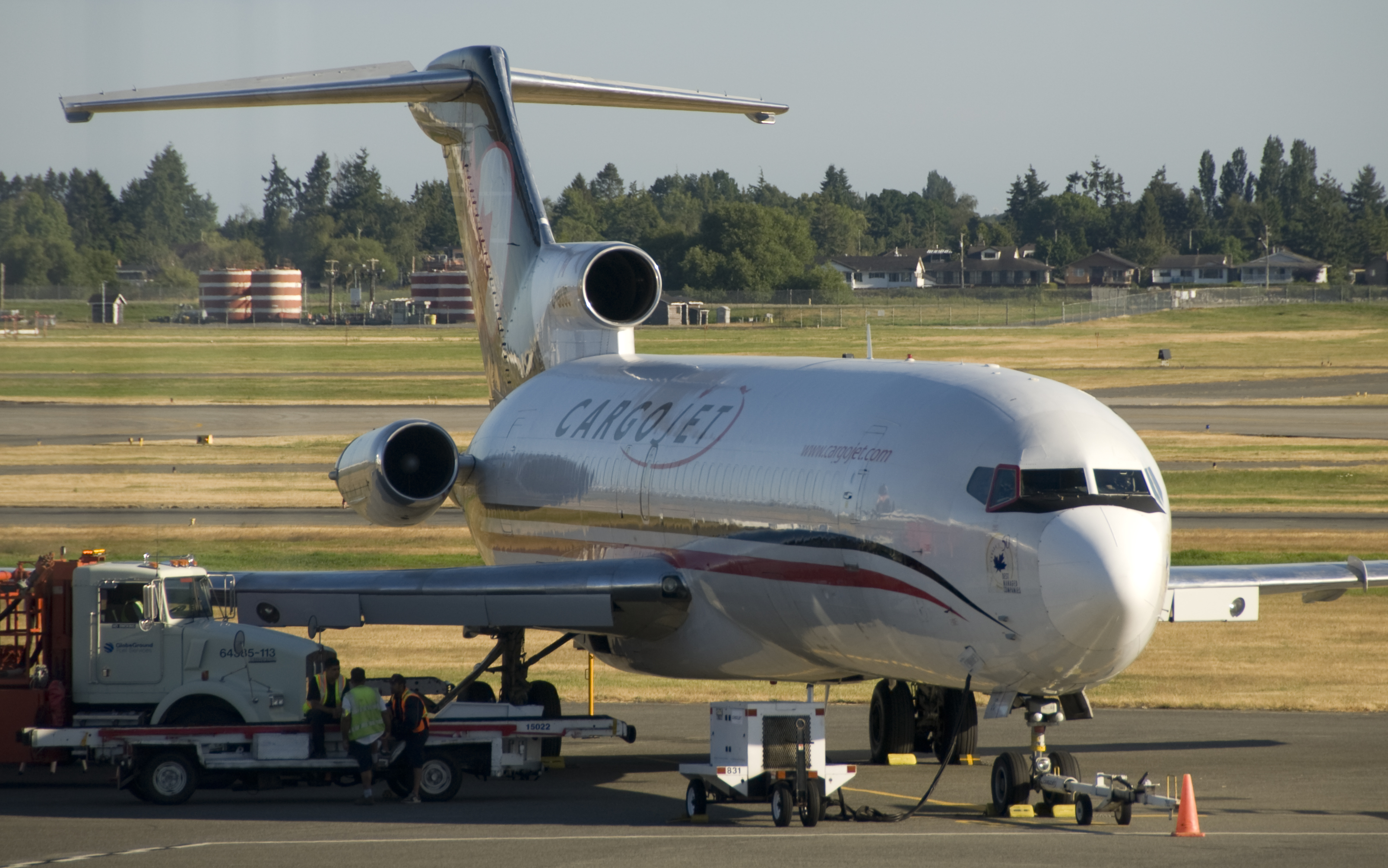
Eine Boeing 727 der Cargojet Airlines am Flughafen Vancouver

### Aktuelle Flotte
Mit Stand Januar 2023 besteht die Flotte der Cargojet Airways aus 41 Flugzeugen mit einem Durchschnittsalter von 28,1 Jahren:
| Flugzeugtyp        | Anzahl | bestellt | Anmerkungen                                           | maximale Zuladung (in Tonnen) | Durchschnittsalter (Januar 2023) |
| ------------------ | ------ | -------- | ----------------------------------------------------- | ----------------------------- | -------------------------------- |
| Boeing 757-200PCF  | 13     |          | eine inaktiv; sieben mit Winglets ausgestattet        | ca. 36                        | 28,6 Jahre                       |
| Boeing 757-23A     | 02     |          | betrieben von Elan Express; mit Winglets ausgestattet | VIP                           | 28,6 Jahre                       |
| Boeing 767-200BDSF | 03     |          |                                                       | ca. 45                        | 27,4 Jahre                       |
| Boeing 767-300ERF  | 20     |          | zwei inaktiv; zehn mit Winglets ausgestattet          | ca. 58                        | 29,5 Jahre                       |
| Boeing 777-200LR   |        | 1        |                                                       | ca. 58                        |                                  |
| Boeing 777-300ER   | 03     |          | inaktiv                                               |                               | 17,1 Jahre                       |
| Gesamt             | 41     | 1        |                                                       |                               | 28,1 Jahre                       |

### Ehemalige Flugzeugtypen
In der Vergangenheit setzte Cargojet Airways auch Flugzeuge vom Typ Boeing 727-200AF ein.